# Церковь объединения Казахстана
Церковь объединения (официальное название — «Ассоциация Святого Духа за объединение мирового христианства», кор. 통일교, 統一敎, Тхонильгё; англ. Unification Church) — религиозное движение, основанное в 1954 году корейским проповедником Мун Сон Мёном. В Казахстане организация начала деятельность в начале 1990-х годов, в период активной миссионерской экспансии на постсоветском пространстве.

## Вероучение
Источником вероучения церкви служит произведение Божественный принцип. Этот документ воспринимается как откровение, предоставленное Мун Сон Мёну, и является интерпретацией текстов Ветхого и Нового Заветов с влиянием элементов буддизма и конфуцианства.

## История
Миссионерская активность Церкви объединения в Казахстане пришлась на 1991—1993 годы. В этот период были организованы масштабные выезды в санатории Крыма и Иссык-Куля (Кыргызстан), в которых участвовали десятки тысяч студентов, педагогов и врачей. Эти поездки совмещали отдых с лекциями и семинарами, направленными на распространение идей церкви. Церковь также проводила регулярные семинары для учащихся и преподавателей вузов, включая КазГАСА и Алматинский институт железнодорожного транспорта. В 1993 году группа казахстанских ректоров и студентов посетила Сеул для участия в конференции, организованной церковью. Деятельность организации в Казахстане носила не только религиозный, но и социально-образовательный характер. Акцент на работу с молодёжью объяснялся стремлением заручиться поддержкой академических кругов.

## Современное положение
После 2000-х годов упоминания о крупных проектах Церкви объединения в Казахстане практически отсутствуют. Это связано с ужесточением законодательства о религиозных объединениях и снижением интереса к движению.